# Aegidienberger
Vous lisez un « bon article » labellisé en 2020.
L'Aegidienberger est une race de petits chevaux d'allures, créée en Allemagne dans un élevage de la localité d'Aegidienberg, à partir des années 1970. La race, issue de croisements entre l'Islandais et le Paso péruvien, est reconnue en 1994. 
Considéré comme un cheval de loisir familial, l'Aegidienberger est capable de se déplacer au tölt et à l'amble. Race à très faibles effectifs, il reste peu connu, et très peu diffusé hors de sa région d'origine.

## Histoire

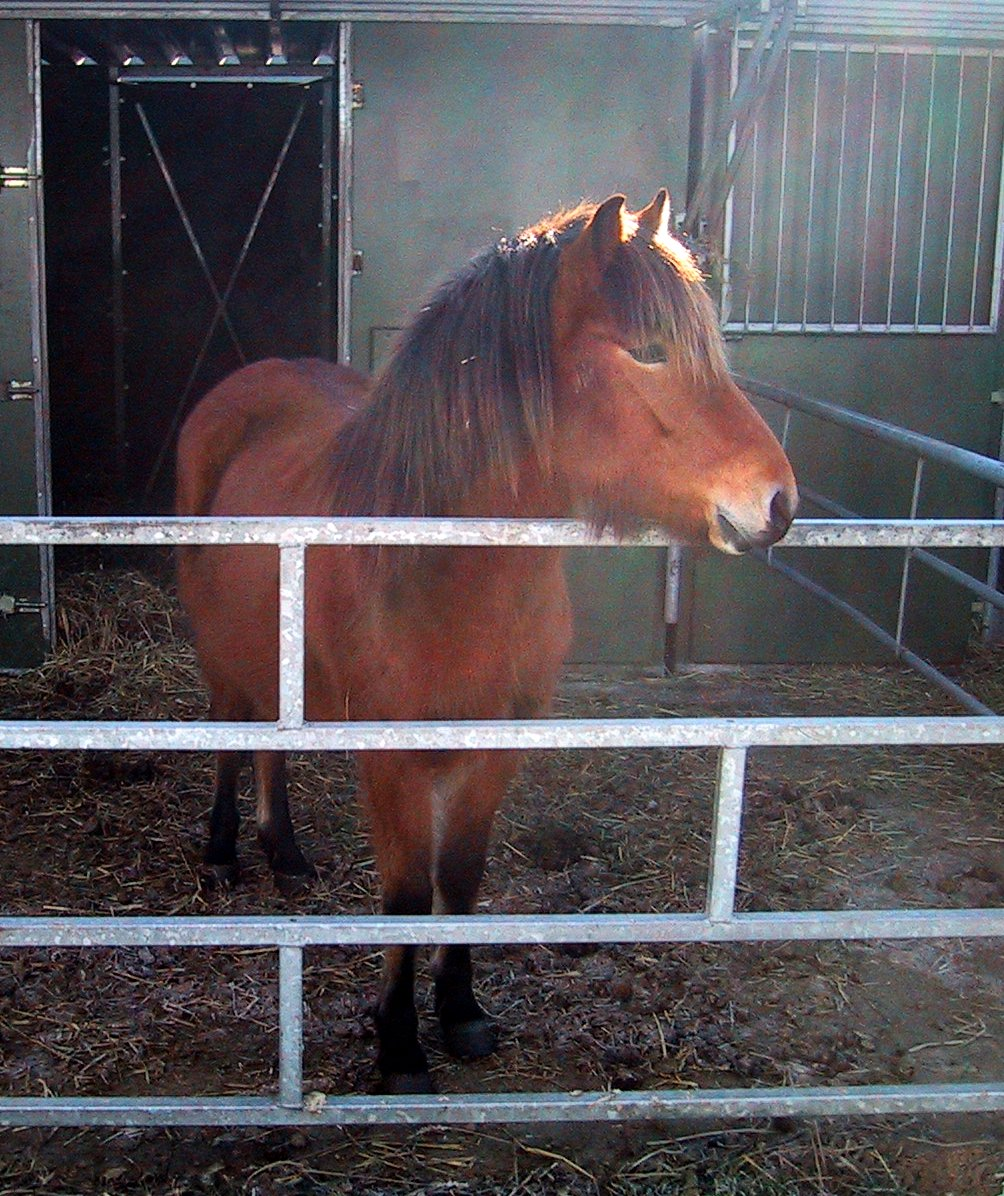
Aegidienberger bai pangaré, en 2006.

L'Aegidienberger tient son nom d'un district de Rhénanie-du-Nord-Westphalie, dans le Nord-Ouest de l'Allemagne. Walter Feldmann ouvre le haras d'Aegidienberg dans les années 1960, l'un des premiers centres d'élevage allemands de chevaux islandais. Cet élevage devient au fil des années un important facteur économique et de loisirs dans sa région.
La sélection d'une nouvelle race de chevaux d'allures démarre dans les années 1970,. En 1981, la sélection initiée par l'Allemand Walter Feldman, passionné de chevaux d'allures, est considérée comme aboutie. L'Aegidienberger provient du croisement entre des chevaux islandais (à 5/8e) et Paso péruvien (à 3/8e),,. Il est officiellement admis comme race à part entière depuis 1994. Cela en fait la plus jeune des races de chevaux allemandes. 
En 1997, l'effectif recensé est de 58 individus. L'édition 2002 du Mason's World Dictionary of Livestock Breeds, Types and Varieties cite l'Aegidienberger comme étant « pratiquement éteint ». En 2005, l'élevage échoit à Walter Feldmann junior. Ce dernier réduit les effectifs et le nombre de naissances annuelles de chevaux.
La race n'évolue plus, en raison de ses très faibles effectifs et de son taux de popularité très bas.

## Description
La taille d'un Aegidienberger doit obligatoirement être supérieure à 1,32 m. D'après le guide Delachaux (2016), la moyenne se situe entre 1,43 m et 1,52 m. L'ouvrage de Silke Behling (2018) indique 1,40 m à 1,50 m.
Le modèle est celui du petit cheval de selle léger et compact, avec une tête assez forte,. L'encolure, courte, est portée haut. Le garrot est peu sorti, la croupe légèrement inclinée. Crinière et queue sont abondantes.

### Robe
Toutes les couleurs de robe sont acceptées,, les marques blanches sont rares.

### Sélection et allures
L'objectif d'élevage vise l'obtention d'un cheval d'allures plus grand que l'Islandais. Les Aegidienberger présentent le tölt, une allure propre aux chevaux islandais, qui a été génétiquement fixée. Cela les rattache au groupe des « chevaux d'allures », présentant des allures supplémentaires en plus du pas, du trot et du galop.
Ils sont réputés plus tolérants à la chaleur que les Islandais. 
La race fait l'objet d'un concours de présentation annuel, dont l'édition de 2018 s'est tenue le 3 octobre à Bad Honnef. Ce concours comporte des tests au tölt. Les cavaliers montrent aussi leur capacité de leurs chevaux à marcher, trotter, tölter et galoper. La maniabilité, le tempérament et la morphologie des chevaux sont également évalués. Les sujets conformes au standard de la race reçoivent une marque, représentant un « R ».

## Utilisations
L'Aegidienberger sert surtout de cheval de loisir familial, notamment pour la randonnée équestre, et à l'attelage. Il est réputé comme cheval de famille. En 2013, un Aegidienberger de 16 ans nommé Neisti (à 75 % Islandais et 25 % Paso) a remporté le championnat d'Allemagne des chevaux d'allures, à Bad Honnef. Plus anecdotiquement, un sujet de la race est employé en équithérapie.

## Diffusion de l'élevage

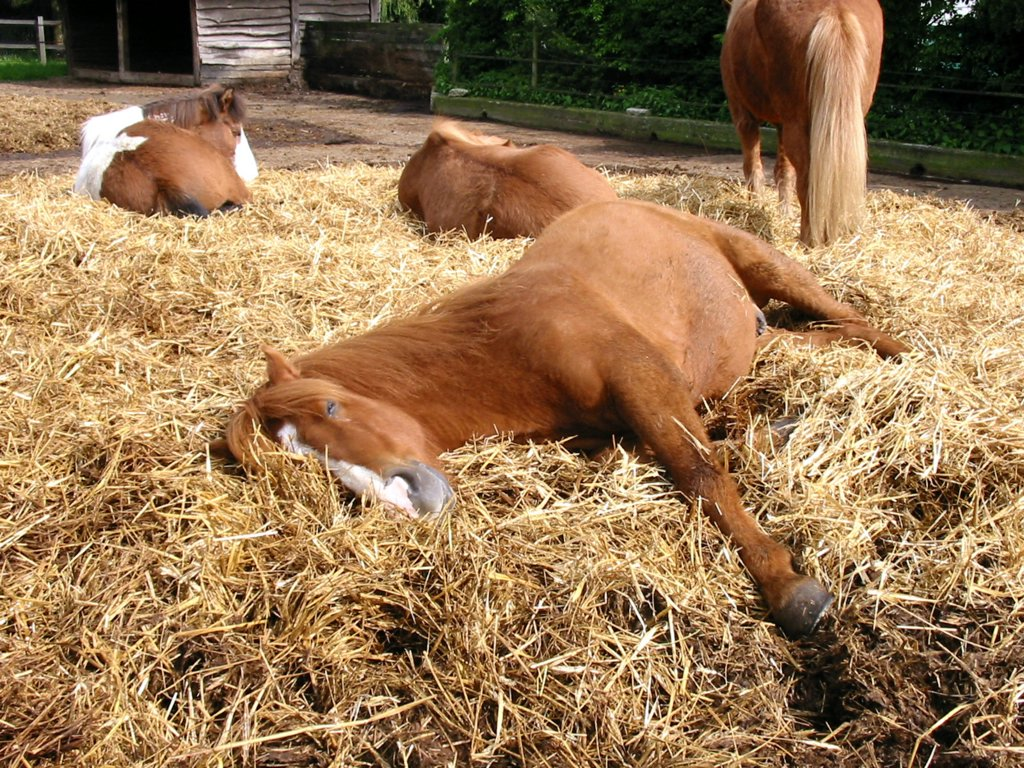
Aegidienberger endormis.

La race est propre à l'Allemagne. Son niveau de menace est considéré comme « en danger critique d'extinction » par la FAO, en 2007. En 2016, il n'y a que 42 individus recensés dans la base de données DAD-IS.
Le guide Delachaux (2016), sans citer ses sources, annonce un effectif de 600 individus. L'Aegidienberger est nettement moins populaire et répandu en Allemagne que l'Islandais, considéré comme plus robuste et plus docile que lui.
La race était présente en démonstration avec d'autres chevaux d'allures à Falsterbo (Suède) en juillet 2015.

## Dans la culture
L'Aegidienberger est cité dans le roman de Christine Rödl Katla und die Pferde (en allemand).